# Royal Bunker (Album)
Royal Bunker ist ein Kollaboalbum der deutschen Rapper Kool Savas und Sido. Das Album erschien am 29. September 2017 beim Major-Label Universal Urban.

## Hintergrund
Bei dem Splash! Festival 2017, welches vom 6. bis zum 9. Juli in Ferropolis stattfand, war Sido der letzte Auftritt auf der Hauptbühne. Nachdem Sido zunächst hinter der Bühne verschwand, kam er mit Kool Savas zurück. Das Lied Royal Bunker, welches zugleich der Titel des Albums ist, wurde dann von Sido und Savas vorgestellt. Als der gemeinsame Auftritt vorüber war, verschwanden beide Rapper hinter der Hauptbühne. Ein schwarzes Banner fiel herab und kündigte das Erscheinungsdatum an.
Die Idee eines Kollaboalbums kam einem Interview zufolge von Erfan Bolourchi, der als Manager von Ufo361 und Haftbefehl bekannt ist.
Das Cover und die Titelliste wurden Mitte August veröffentlicht. Die Rapper Marteria und Lakmann One sowie der deutsch-spanische Singer-Songwriter Nico Santos sind auf dem Album mit Gastbeiträgen vertreten.

## Namensgeber
Inhaltlich nimmt das Album Parallelen zu dem Berliner Independent-Label Royal Bunker, welches – mit Unterbrechungen – von 1997 bis 2009 bestand. In einer Kellerkneipe in der Mittenwalder Straße in Berlin-Kreuzberg traten jeden Sonntag um 19 Uhr zahlreiche Rapper zu einer Open-Mic-Session an. Der Musikstil war vor allem geprägt vom Battle-Rap. Das Label hatte in seinen Anfangszeiten einen bedeutenden Einfluss auf die spätere Entwicklung der Berliner Rapszene.
Sowohl Sido als auch Kool Savas (über Masters of Rap) begannen ihre Karrieren bei dem Label. Beide trafen sich im Jahr 1998 zum ersten Mal an diesem Ort.

## Covergestaltung
Auf dem Albumcover ist ein weißer Hai zu sehen.

## Titelliste
| Nr.          | Titel                          | Produzent(en)       | Länge |
| ------------ | ------------------------------ | ------------------- | ----- |
| 1.           | Haste nich gesehen             | DJ Desue, X-plosive | 3:30  |
| 2.           | Royal Bunker                   | Sir Jai             | 3:28  |
| 3.           | Jedes Wort ist Gold wert       | DJ Desue, X-plosive | 3:30  |
| 4.           | Unterschied                    | Smoove              | 3:44  |
| 5.           | Wenn ich oben bin              | DJ Desue, X-plosive | 3:22  |
| 6.           | Hall of Fame                   | Smoove, Daniel Ruß  | 3:43  |
| 7.           | Freund/Feind                   | Smoove              | 3:10  |
| 8.           | Keene Probleme                 | Smoove              | 3:48  |
| 9.           | Neue Welt (feat. Lakmann One)  | Kool Savas          | 4:04  |
| 10.          | Meine Pflicht                  | DJ Desue            | 2:47  |
| 11.          | Haie (feat. Santos)            | DJ Desue            | 3:05  |
| 12.          | Alles noch beim Alten          | DJ Desue            | 3:21  |
| 13.          | Normale Leute (feat. Marteria) | Smoove, Illmind     | 3:55  |
| 14.          | Leben geben                    | DJ Desue            | 3:30  |
| Gesamtlänge: | Gesamtlänge:                   | Gesamtlänge:        | 48:44 |

## Rezeption
Die Rezensentin Ayke Süthoff vom Online-Magazin Musikexpress vergibt in der Gesamtwertung 4,5 von 6 möglichen Sternen. Das Album sei „besser als alles, was Savas und Sido in den vergangenen Jahren solo veröffentlicht haben.“ Es handelt sich um „zwei alternde Rap-Stars, die über ihre Anfänge reminiszieren.“
Robin Schmidt von der E-Zine Laut.de vergibt 4 von 5 Sternen: Das Soundbild sei „weitgehend entspannt“ und „reduziert gehalten“. Das Album konzentriere sich „auf die Essenz zweier Wegbereiter der deutschen Rap-Geschichte, deren Reise noch lange nicht am Ende angekommen ist“.
Für Lukas Päckert von MZEE.com hingegen „klingt das Projekt insgesamt etwas zu lieblos und unspektakulär“.
Im Jahr 2018 erhielt das Album für mehr als 100.000 verkaufte Einheiten in Deutschland eine Goldene Schallplatte.